# 松本大志
松本 大志（まつもと たいし、1992年5月15日 - ）は、日本の俳優、モデル。
宮崎県出身。劇団番町ボーイズ☆の元メンバーである。

## 略歴
2014年にsony music×smartのオーディションで準グランプリを受賞。

2017年4月から日本テレビ系列情報バラエティ番組『PON!』の水曜日担当のお天気お兄さんとしてレギュラー出演。
2021年9月30日をもって、所属事務所Sony Music Artistsを退社。2022年1月からモデル事務所DOMOに移籍。

## 人物
好きな食べ物はチキン南蛮。嫌いな食べ物は甲殻類。
趣味、特技はバイク、バレーボール映画、音楽鑑賞、料理、カフェ巡り。
バレーボールで小学校〜高校で全国大会の出場経験あり。

## 出演

### テレビ番組
- 番町ボーイずん(TOKYO MX、2016年1月)
- テアトル☆番町(TOKYO MX、2017年1月)
- PON!(日本テレビ、2017年4月 - 2018年3月) - 水曜日レギュラー、お天気コーナー担当[4]

### テレビドラマ
- ブスと野獣 第4話（2015年8月、フジテレビ） - イクト 役
- チア☆ドル（ABCテレビ、2015年10月）- コウジ 役
- レンタル救世主 第1話（日本テレビ、2016年10月9日）
- 潜入捜査アイドル・刑事ダンス 第6話（テレビ東京、2016年11月）- 宗円寺駆 役
- 日曜劇場 IQ246〜華麗なる事件簿〜 第7話（TBS、2016年11月）
- いつまでも白い羽根（フジテレビ、2018年4月7日 - 5月26日） - 早見駿 役
- 結婚相手は抽選で（フジテレビ、2018年10月6日 - 11月） - 永岡創 役
- 記憶捜査〜新宿東署事件ファイル〜（テレビ東京）- 本田太一 役
  - 記憶捜査〜新宿東署事件ファイル〜（2019年）
  - 記憶捜査〜新宿東署事件ファイル〜 スペシャル（2020年）
  - 記憶捜査2〜新宿東署事件ファイル〜（2020年）
- BS笑点ドラマスペシャル（BS日テレ） - 林家こん平 役
  - 五代目 三遊亭圓楽（2019年）
  - 初代 林家木久蔵（2020年）
- ディア・ペイシェント〜絆のカルテ〜 第3話（NHK、2020年7月31日） - 杉野俊彦 役
- スポットライト 第12話（2020年、TOKYO MX） - 生田 役

### ウェブドラマ
- あの子が生まれる…（2020年7月18日 - 9月19日、FOD） - 汐月勇馬 役[5]

### 映画
- きょうのキラ君(2017年2月25日公開)　- 三上翔太 役
- PとJK(2017年3月25日公開)　- 西 役
- 無頼(2020年12月公開)
- 傷跡（2021年公開） - 中野誠二 役

### 舞台

#### 劇団番町ボーイズ☆作品
- 劇団番町ボーイズ☆第一回公演「MY DOOR〜熱〜」(2015年4月、新宿村LIVE)
- HOME〜魔女とブリキの勇者たち〜(2015年11月、浅草ホール)　- 主演：清水ショータ 役
- 空空漠漠明明白白(2016年4月、ウッディーシアター中目黒)
- 天下統一恋の乱(2016年10月、全労済ホール スペース・ゼロ)　- 武田信玄 役
- 甘くはないぜ！(2016年11月、東京・DDD AOYAMA CROSS THEATER)　- 柏葉和 役
- クローズZERO(2017年11月、CBGKシブゲキ!!)　- 主演：滝谷源冶 役

#### その他の作品
- DARUMA(2015年6月、紀伊国屋ホール)　- 辻 役

### 雑誌
- smart(宝島社、2014年- )[要出典]

### CM・広告
- アクアシャボンモデル(2014年)
- ロッテ ガーナ バレンタイン「予想外に自電車編」(2017年)
- エスティローダー webCM（2019年）

### ミュージックビデオ
- GReeeeN「夢」(2016年)